# Sébastien Simon
Sébastien Simon (* 6. Mai 1990 in La Roche-sur-Yon) ist ein französischer Hochseesegler und Ingenieur für Struktur- und Verbundwerkstoffe.

## Vendée Globe
Er nahm 2024/25 das zweite Mal an der Vendée Globe teil. Im Jahr 2020 schied er wegen eines Schadens am Steuerbordfoil aus. Die Vendée Globe 2024/25 konnte er mit dem dritten Platz beenden, obwohl am 27. Tag ebenfalls das Steuerbordfoil durch den Zusammenstoß mit einem UFO (englisch unidentified floating object, deutsch unidentifiziertes Treibgut) seiner IMOCA Groupe Dubreuil zerstört wurde. Er segelte in seiner Wahlheimat Les Sables-d’Olonne nach 67 Tagen, 12 Stunden, 25 Minuten und 37 Sekunden über die Ziellinie. Damit war er schneller als der alte Rekord von Armel Le Cléac’h, jedoch nicht so schnell wie die beiden Erstplatzierten Charlie Dalin und Yoann Richomme.
Während der Regatta erzielte er einen neuen Rekord für die längste einhand mit einem Einrumpfboot gesegelte Strecke in 24 Stunden. Er schaffte 615,33 Seemeilen (1139,6 Kilometer), wobei sein Steuerbordfoil zu diesem Zeitpunkt schon zerstört war.